# Gran Premio de Malasia de Motociclismo de 2005
El Gran Premio de Malasia de Motociclismo de 2005 fue la decimotercera prueba del Campeonato del Mundo de Motociclismo de 2005. Tuvo lugar en el fin de semana del 23 al 25 de septiembre de 2005 en el Circuito Internacional de Sepang, situado en Sepang, Selangor, Malasia. La carrera de MotoGP fue ganada por Loris Capirossi, seguido de Valentino Rossi y Carlos Checa. Casey Stoner ganó la prueba de 250cc, por delante de Alex de Angelis y Sebastián Porto. La carrera de 125cc fue ganada por Thomas Lüthi, Mika Kallio fue segundo y Mattia Pasini tercero.

## Resultados MotoGP
| Pos | Piloto           | Constructor | Tiempo/Retirado | Grilla | Puntos |
| --- | ---------------- | ----------- | --------------- | ------ | ------ |
| 1   | Loris Capirossi  | Ducati      | 43:27.523       | 1      | 25     |
| 2   | Valentino Rossi  | Yamaha      | +1.999          | 7      | 20     |
| 3   | Carlos Checa     | Ducati      | +2.069          | 8      | 16     |
| 4   | Nicky Hayden     | Honda       | +9.227          | 6      | 13     |
| 5   | Marco Melandri   | Honda       | +15.886         | 9      | 11     |
| 6   | Max Biaggi       | Honda       | +16.826         | 12     | 10     |
| 7   | Kenny Roberts Jr | Suzuki      | +17.249         | 5      | 9      |
| 8   | Alex Barros      | Honda       | +18.221         | 11     | 8      |
| 9   | John Hopkins     | Suzuki      | +20.125         | 3      | 7      |
| 10  | Colin Edwards    | Yamaha      | +22.275         | 10     | 6      |
| 11  | Toni Elías       | Yamaha      | +29.856         | 14     | 5      |
| 12  | Makoto Tamada    | Honda       | +51.672         | 15     | 4      |
| 13  | Roberto Rolfo    | Ducati      | +1:05.365       | 17     | 3      |
| 14  | Shane Byrne      | Honda       | +1:19.106       | 18     | 2      |
| 15  | Ruben Xaus       | Yamaha      | +1:19.356       | 16     | 1      |
| 16  | Franco Battaini  | Blata       | +1:55.882       | 19     |        |
| Ret | James Ellison    | Blata       | Retirement      | 20     |        |
| Ret | Olivier Jacque   | Kawasaki    | Retirement      | 13     |        |
| Ret | Shinya Nakano    | Kawasaki    | Retirement      | 4      |        |
| Ret | Sete Gibernau    | Honda       | Retirement      | 2      |        |

## Resultados 250cc
| Pos | Piloto            | Constructor | Tiempo/Retirado | Grilla | Puntos |
| --- | ----------------- | ----------- | --------------- | ------ | ------ |
| 1   | Casey Stoner      | Aprilia     | 43:23.138       | 4      | 25     |
| 2   | Alex de Angelis   | Aprilia     | +3.133          | 3      | 20     |
| 3   | Sebastián Porto   | Aprilia     | +4.111          | 5      | 16     |
| 4   | Randy de Puniet   | Aprilia     | +7.569          | 7      | 13     |
| 5   | Hiroshi Aoyama    | Honda       | +10.109         | 1      | 11     |
| 6   | Héctor Barberá    | Honda       | +26.123         | 8      | 10     |
| 7   | Yuki Takahashi    | Honda       | +27.301         | 18     | 9      |
| 8   | Roberto Locatelli | Aprilia     | +28.006         | 14     | 8      |
| 9   | Sylvain Guintoli  | Aprilia     | +59.478         | 9      | 7      |
| 10  | Taro Sekiguchi    | Aprilia     | +59.579         | 23     | 6      |
| 11  | Dirk Heidolf      | Honda       | +1:01.437       | 15     | 5      |
| 12  | Chaz Davies       | Aprilia     | +1:04.004       | 20     | 4      |
| 13  | Mirko Giansanti   | Aprilia     | +1:04.803       | 21     | 3      |
| 14  | Steve Jenkner     | Aprilia     | +1:12.500       | 22     | 2      |
| 15  | Martín Cárdenas   | Aprilia     | +1:21.073       | 24     | 1      |
| 16  | Erwan Nigon       | Aprilia     | +1:31.925       | 25     |        |
| 17  | Mathieu Gines     | Aprilia     | +1:51.975       | 26     |        |
| 18  | Nicklas Cajback   | Yamaha      | +1 Lap          | 28     |        |
| 19  | Jakub Smrž        | Honda       | +1 Lap          | 13     |        |
| Ret | Simone Corsi      | Aprilia     | Retirement      | 10     |        |
| Ret | Alex Baldolini    | Aprilia     | Retirement      | 19     |        |
| Ret | Arnaud Vincent    | Fantic      | Retirement      | 27     |        |
| Ret | Dani Pedrosa      | Honda       | Retirement      | 2      |        |
| Ret | Anthony West      | KTM         | Retirement      | 17     |        |
| Ret | Andrea Ballerini  | Aprilia     | Retirement      | 11     |        |
| Ret | Andrea Dovizioso  | Honda       | Retirement      | 6      |        |
| Ret | Alex Debón        | Honda       | Retirement      | 12     |        |
| Ret | Radomil Rous      | Honda       | Retirement      | 16     |        |

## Resultados 125cc
| Pos | Piloto             | Constructor | Tiempo/Retirado | Grilla | Puntos |
| --- | ------------------ | ----------- | --------------- | ------ | ------ |
| 1   | Thomas Lüthi       | Honda       | 43:02.214       | 1      | 25     |
| 2   | Mika Kallio        | KTM         | +0.002          | 4      | 20     |
| 3   | Mattia Pasini      | Aprilia     | +9.684          | 2      | 16     |
| 4   | Héctor Faubel      | Aprilia     | +9.709          | 9      | 13     |
| 5   | Gábor Talmácsi     | KTM         | +9.892          | 3      | 11     |
| 6   | Julián Simón       | KTM         | +11.936         | 8      | 10     |
| 7   | Fabrizio Lai       | Honda       | +19.632         | 13     | 9      |
| 8   | Manuel Poggiali    | Gilera      | +19.755         | 7      | 8      |
| 9   | Marco Simoncelli   | Aprilia     | +19.967         | 5      | 7      |
| 10  | Tomoyoshi Koyama   | Honda       | +20.071         | 11     | 6      |
| 11  | Mike Di Meglio     | Honda       | +20.158         | 10     | 5      |
| 12  | Lukáš Pešek        | Derbi       | +20.427         | 6      | 4      |
| 13  | Pablo Nieto        | Derbi       | +21.178         | 23     | 3      |
| 14  | Alexis Masbou      | Honda       | +24.199         | 15     | 2      |
| 15  | Aleix Espargaró    | Honda       | +24.266         | 14     | 1      |
| 16  | Sergio Gadea       | Aprilia     | +24.481         | 18     |        |
| 17  | Joan Olivé         | Aprilia     | +24.615         | 12     |        |
| 18  | Andrea Iannone     | Aprilia     | +48.038         | 24     |        |
| 19  | Enrique Jerez      | Derbi       | +48.157         | 17     |        |
| 20  | Lorenzo Zanetti    | Aprilia     | +49.093         | 19     |        |
| 21  | Sandro Cortese     | Honda       | +49.207         | 22     |        |
| 22  | Imre Tóth          | Aprilia     | +1:02.994       | 26     |        |
| 23  | Dario Giuseppetti  | Aprilia     | +1:03.000       | 25     |        |
| 24  | Manuel Hernández   | Aprilia     | +1:03.756       | 21     |        |
| 25  | Mateo Túnez        | Aprilia     | +1:11.588       | 31     |        |
| 26  | Álvaro Bautista    | Honda       | +1:20.152       | 20     |        |
| 27  | David Bonache      | Honda       | +1:23.094       | 29     |        |
| 28  | Jordi Carchano     | Aprilia     | +1:32.733       | 28     |        |
| 29  | Way On Cheung      | Honda       | +1:47.362       | 37     |        |
| 30  | Sascha Hommel      | Malaguti    | +1:47.672       | 35     |        |
| 31  | Doni Tata Pradita  | Yamaha      | +2:20.854       | 36     |        |
| Ret | Toshihisa Kuzuhara | Honda       | Retirement      | 27     |        |
| Ret | Michele Pirro      | Malaguti    | Retirement      | 30     |        |
| Ret | Federico Sandi     | Honda       | Retirement      | 34     |        |
| Ret | Raffaele de Rosa   | Aprilia     | Retirement      | 16     |        |
| Ret | Vincent Braillard  | Aprilia     | Retirement      | 32     |        |
| Ret | Karel Abraham      | Aprilia     | Retirement      | 33     |        |